# Chopin Vodka

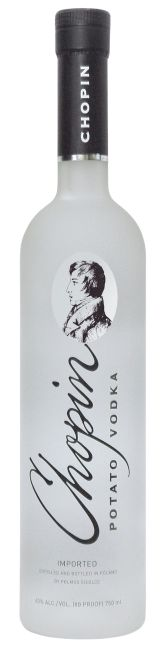
Eine Flasche Chopin Potato Vodka

Chopin ist eine polnische Wodkamarke, die als „Single-Ingredient“-Wodka im Super-Premium-Bereich vermarktet wird. In diesem Kontext bedeutet Single-Ingredient, dass die Basis des Destillates reinsortig gehalten wird und dem Endprodukt keine Zusatzstoffe zugefügt werden. Chopin wird von dem ehemals staatlichen Polmos-Betrieb in Siedlce, Podlaska Wytwórnia Wódek „Polmos“ S.A., hergestellt.

## Geschichte
Die Destillerie besteht bereits seit 1896. Eine Besonderheit gegenüber anderen Polmos-Betrieben ist, dass Polmos Siedlce über eine eigene Brennerei in Krzesk verfügt und somit nicht darauf angewiesen ist, Rohalkohol von Zulieferern einzukaufen.
Als nach der Wende die Beliebtheit des Wodkas zugunsten westlicher Spirituosen wie Whiskey nachließ, entwickelte Polmos Siedlce ein neues Marketingkonzept und brachte 1993 einen aus Roggen hergestellten Wodka unter dem Namen Chopin auf den Markt. Es war der erste polnische Wodka, der als Edelbrand vermarktet wurde. Er hob sich durch sein Verpackungsdesign von der Konkurrenz ab: die Flasche war schmal und hoch und bestand aus Mattglas – abgesehen von einem Sichtfenster, hinter dem ein Porträt Frédéric Chopins von Eugène Delacroix zu sehen war. Das Konzept wurde später von anderen Herstellern kopiert, etwa mit dem Belvedere von Polmos Zyrardów oder dem französischen Grey Goose.

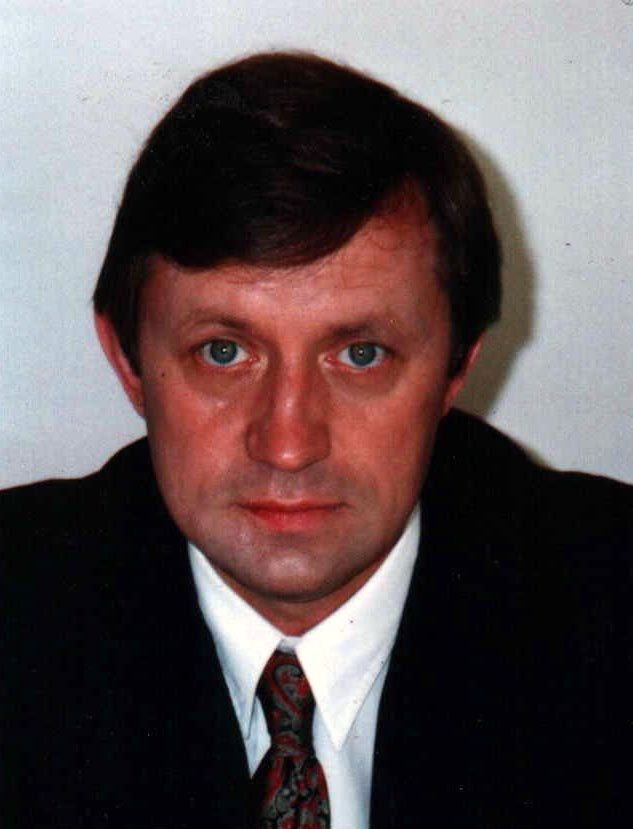
Tadeusz Dorda (1995)

Auf Betreiben von Tadeusz Dorda wurde ab 1997 auch ein Chopin Vodka in die Vereinigten Staaten exportiert. Einen amerikanischen Partner fand Dorda in Edward Jay Phillips und dessen Millennium Import Company. Der Chopin Vodka für den amerikanischen Markt wurde jedoch nicht aus Roggen hergestellt, sondern aus Kartoffeln der Sorte Strobova – vermutlich, um sich von dem auf dem gleichen Weg exportierten Belvédère, der aus Roggen hergestellt wurde, abzugrenzen. Für die europäischen Märkte wurde weiterhin Roggenwodka hergestellt.
Nach der Jahrtausendwende privatisierte Polen den bisher staatlichen Betrieb Polmos Siedlce. Die Aktienmehrheit erwarb 2003 Tadeusz Dorda.
Der US-amerikanische Importeur, die Millennium Import Company, wurde 2005 von Moët Hennessy aufgekauft. 2010 kaufte Dorda die internationalen Vertriebsrechte für die Marke Chopin.
Heute wird Chopin Vodka in drei Sorten – aus Roggen, Weizen und Kartoffeln – hergestellt.

## Auszeichnungen
Chopin Vodka hat eine Reihe von Preisen gewonnen, darunter eine Doppelgold-, drei Gold- und zwei Silbermedaillen bei der San Francisco World Spirits Competition zwischen 2006 und 2011.
Kritiker Desmond Begg bezeichnet den Chopin Roggenwodka als einen ausgezeichneten, fachmännisch gebrannten Wodka und vergibt die Bestwertung (vier Sterne).

## Streit um den Namen
1996 gab es einen Versuch, die Nutzung des Namens Chopin zu untersagen. Dies scheiterte jedoch am Widerstand des Handelsministeriums.